# Capronia normandinae
Capronia normandinae är en lavart som beskrevs av R. Sant. & D. Hawksw. 1990. Capronia normandinae ingår i släktet Capronia och familjen Herpotrichiellaceae.   Inga underarter finns listade i Catalogue of Life.